# Batalha de Ceresole
A Batalha de Ceresole foi um confronto armado entre o exército francês de Francisco I e o do imperador do Sacro Império Romano-Germânico Carlos V durante as Guerras Italianas de 1542-1546. A batalha, qualificada pelo historiador Bert Hall como "maravilhosamente confusa", teve lugar no dia 11 de Abril de 1544, nos arredores da vila de Ceresole Alba, na região italiana do Piemonte. As tropas francesas sob o comando de Francisco de Bourbon, conde de Enghien, derrotaram as tropas imperiais comandadas por de Alfonso de Ávalos, marquês de Vasto e Pescara. Apesar de as tropas imperiais terem sofrido numerosas baixas, os franceses não foram capazes de aproveitar a sua vitória para tomar a cidade de Milão.
Francisco de Bourbon e Alfonso de Ávalos dispuseram os seus exércitos em duas elevações paralelas; devido ao relevo irregular do campo de batalha, muitas das acções individuais que se produziram na batalha não estiveram coordenadas entre si. O início da batalha foi caracterizada por uma série de escaramuças entre os arcabuzeiros de ambos os lados, e troca de fogo de artilharia, após o que Ávalos ordenou um avanço geral. No centro, os lansquenetes imperiais ficaram frente-a-frente com a infantaria francesa e suíça sofrendo numerosas baixas. Na zona sul do campo de batalha, a infantaria italiana ao serviço do Imperador foi fustigada por ataques da cavalaria francesa e teve que se retirar depois de ficar a saber que as tropas imperiais tinham sido derrotadas. Entretanto, a norte, a linha de infantaria francesa foi derrotada, e Enghien deu ordem para efectuar várias cargas de cavalaria contra a infantaria espanhola e alemã, até que estes acabaram por se render depois da chegada dos vitoriosos suíços e franceses.
A batalha de Cerisoles é uma das poucas batalhas recordadas na fase final das Guerras Italianas. É conhecida, principalmente entre os historiadores militares, pela "grande matança", que teve lugar quando as colunas de arcabuzeiros e piqueiros se encontraram no centro, e demonstrou que a cavalaria pesada ainda tinha um importante papel no campo de batalha que estava amplamente dominado pela emergente infantaria de piqueiros e arcabuzeiros.